# Mel Pritchard
Pour les articles homonymes, voir Pritchard.
Melvyn (Mel, Melv) Paul Pritchard est un musicien britannique né le 20 janvier 1948 à Oldham en Angleterre et mort le 28 janvier 2004 à Greenflield. Il est le batteur du groupe de rock progressif britannique Barclay James Harvest.

## Biographie et carrière
Mel Pritchard est batteur aux côtés de Les Holroyd dans le groupe The Wickeds. En 1966, ils forment le groupe Barclay James Harvest et deviennent professionnels l'année suivante.
Il meurt en 2004 d'une crise cardiaque.